# Lãnh thổ hải ngoại thuộc Anh

Lãnh thổ hải ngoại (đỏ) và Vương quốc (lục)

Lãnh thổ hải ngoại thuộc Anh gồm 14 vùng lãnh thổ phụ thuộc về quyền tài phán và chủ quyền đối với Vương quốc Liên hiệp Anh và Bắc Ireland. Những vùng lãnh thổ này là một bộ phận của Đế quốc Anh, chưa giành được độc lập hoặc đã bỏ phiếu để duy trì vị thế lãnh thổ thuộc Anh. Các lãnh thổ này không là bộ phận cấu thành Vương quốc Liên hiệp Anh và Bắc Ireland và, ngoại trừ Gibraltar, cũng không phải thành viên của Liên minh châu Âu. Hầu hết các lãnh thổ có chính quyền tự quản, trong khi chính quyền Anh Quốc kiểm soát quốc phòng và ngoại giao. Những lãnh thổ còn lại hoặc là không có dân, hoặc có giới quân sự và khoa học tạm cư. Các Lãnh thổ hải ngoại thuộc Anh đều chịu sự trị vì của Vương quyền Anh với tư cách Nguyên thủ quốc gia.
Ngoài các Lãnh thổ Nam cực thuộc Anh là không có cư dân thường trú, Căn cứ quân sự của Anh tại đảo Síp và Lãnh thổ Ấn Độ Dương thuộc Anh là căn cứ quân sự thì các vùng lãnh thổ hải ngoại đều có dân số thường trú. Tổng diện tích của các lãnh thổ này là 1.727.570 kilômét vuông (667.020 dặm vuông Anh) và dân số khoảng 260.000 người.. Lãnh thổ Nam Cực thuộc Anh chỉ là một phần của một thỏa thuận công nhận lẫn nhau của 4 nước từng tuyên bố chủ quyền tại Nam Cực. Nước Anh cũng là một nước tham gia ký kết Hiệp ước châu Nam Cực.. Các lãnh thổ Jersey, Guernsey, đảo Man, mặc dù cũng thuộc chủ quyền của Hoàng gia Anh, nhưng lại có một vị trí pháp lý khác tại Vương quốc, và được xếp vào loại lãnh thổ phụ thuộc Vương miện..
Lãnh thổ hải ngoại thuộc Anh khác với Khối thịnh vượng chung, một hiệp hội tự nguyện của các nước có quan hệ với đế quốc Anh trước đây.

## Các lãnh thổ hải ngoại
14 lãnh thổ hải ngoại thuộc Anh là:
| Cờ | Huy hiệu | Tên                                         | Vị trí                               | Khẩu hiệu                                                                      | Diện tích                               | Dân số                                                                                        | Thủ phủ                                                          |
| -- | -------- | ------------------------------------------- | ------------------------------------ | ------------------------------------------------------------------------------ | --------------------------------------- | --------------------------------------------------------------------------------------------- | ---------------------------------------------------------------- |
|    |          | Anguilla                                    | Caribe và lãnh thổ Bắc Đại Tây Dương | Strength and Endurance                                                         | 146 km2 (56,4 dặm vuông Anh)            | 13500                                                                                         | The Valley                                                       |
|    |          | Bermuda                                     | Bắc Đại Tây Dương                    | Quo fata ferunt (Latinh: "Whither the Fates carry [us]")                       | 54 km2 (20,8 dặm vuông Anh)             | 64.000 (ước tính năm 2007)                                                                    | Hamilton                                                         |
|    |          | Lãnh thổ Nam Cực thuộc Anh                  | Nam Cực                              | Research and discovery                                                         | 1.709.400 km2 (660.000 dặm vuông Anh)   | 50 vào mùa đông; trên 400 vào mùa hè                                                          | Rothera (main base)                                              |
|    |          | Lãnh thổ Ấn Độ Dương thuộc Anh              | Ấn Độ Dương                          | In tutela nostra Limuria (Latin: "Limuria is in our charge")                   | 46 km2 (18 dặm vuông Anh)               | khoảng 3.000 lính Anh, Mỹ và nhân viên.                                                       | Diego Garcia (base)                                              |
|    |          | Quần đảo Virgin thuộc Anh                   | Caribe và Lãnh thổ Bắc Đại Tây Dương | Vigilate (Latin: "Be watchful")                                                | 153 km2 (59 dặm vuông Anh)              | 27.000 (ước tính năm 2005)                                                                    | Road Town                                                        |
|    |          | Quần đảo Cayman                             | Caribe và Lãnh thổ Bắc Đại Tây Dương | He hath founded it upon the seas                                               | 259 km2 (100,0 dặm vuông Anh)           | 60.456                                                                                        | George Town                                                      |
|    |          | Quần đảo Falkland                           | Nam Đại Tây Dương                    | Desire the right                                                               | 12.173 km2 (4.700 dặm vuông Anh)        | 2.955 (thống kê năm 2006)                                                                     | Stanley                                                          |
|    |          | Gibraltar                                   | Bán đảo Iberia                       | Nulli expugnabilis hosti (Latinh: "No enemy shall expel us")                   | 6,5 km2 (2,5 dặm vuông Anh)             | 28.800 (2005)                                                                                 | Gibraltar                                                        |
|    |          | Montserrat                                  | Caribe và Lãnh thổ Bắc Đại Tây Dương |                                                                                | 101 km2 (39 dặm vuông Anh)              | 4.655 (ước tính năm 2006)                                                                     | Plymouth (bị chôn vùi vì núi lửa—thủ phủ trên thực tế là Brades) |
|    |          | Quần đảo Pitcairn                           | Thái Bình Dương                      |                                                                                | 45 km2 (17 dặm vuông Anh) (all islands) | 51 (2008)                                                                                     | Adamstown                                                        |
|    |          | Saint Helena, Ascension và Tristan da Cunha | Nam Đại Tây Dương                    | Loyal and Unshakeable (St Helena) Our faith is our strength (Tristan da Cunha) | 420 km2 (162 dặm vuông Anh)             | 4,255 (chỉ ở Saint Helena; thống kê năm 2008) 1,275 (Ascension và Tristan da Cunha; ước tính) | Jamestown                                                        |
|    |          | Quần đảo Nam Georgia và Nam Sandwich        | Nam Đại Tây Dương                    | Leo terram propriam protegat (Latin: "Let the lion protect his own land")      | 4.066 km2 (1.570 dặm vuông Anh)         | 99                                                                                            | King Edward Point/Grytviken                                      |
|    |          | Căn cứ quân sự tại Akrotiri và Dhekelia     | Địa Trung Hải (Cộng hòa Síp)         |                                                                                | 255 km2 (98 dặm vuông Anh)              | 14.000 (khoảng một nửa là lính Anh và nhân viên);                                             | Episkopi Cantonment                                              |
|    |          | Quần đảo Turks và Caicos                    | Caribe và lãnh thổ Bắc Đại Tây Dương |                                                                                | 430 km2 (166 dặm vuông Anh)             | 32.000 (ước tính thống kê năm 2006)                                                           | Cockburn Town                                                    |